# Pitai Airport
Pitai Airport är en flygplats i Bolivia.   Den ligger i departementet Beni, i den centrala delen av landet, 400 km norr om huvudstaden Sucre. Pitai Airport ligger 186 meter över havet.
Terrängen runt Pitai Airport är mycket platt. Trakten runt Pitai Airport är nära nog obefolkad, med mindre än två invånare per kvadratkilometer.. Det finns inga samhällen i närheten.
Omgivningarna runt Pitai Airport är huvudsakligen savann.